# Lemniscomys zebra
Lemniscomys zebra is een knaagdier uit het geslacht Lemniscomys.

## Verwantschap
Samen met de zebragrasmuis (L. barbarus) en L. hoogstraali vormt deze soort de L. barbarus-groep. Tot 1997 werden L. zebra en de zebragrasmuis als dezelfde soort gezien, maar morfometrische gegevens wijzen uit dat de Noord-Afrikaanse populaties een aparte soort vormen, waarvoor de naam L. barbarus gebruikt moet worden. Het karyotype bedraagt 2n=54, net als bij de zebragrasmuis.

## Verspreiding
Deze soort komt voor van Senegal tot Noord-Tanzania, in savannes en struiklandschappen.
Zebragrasmuis (Lemniscomys barbarus) · Lemniscomys bellieri · Aalstreepgrasmuis (Lemniscomys griselda) · Lemniscomys hoogstraali · Lemniscomys linulus · Lemniscomys macculus · Lemniscomys mittendorfi · Lemniscomys rosalia · Lemniscomys roseveari · Gestreepte grasmuis (Lemniscomys striatus) · Lemniscomys zebra